# Sottunga
Sottunga je nejmenší obec na ostrovech Alandy, autonomním území Finska. Pokud jde o populaci Aland a Finska, obec má nejméně obyvatel, pouze 99. Sottunga má rozlohu 342,46 km², z nichž 314,41 km² tvoří vodní plochy. Hustota zalidnění je 3,53 obyvatel na km².
Úředním jazykem je švédština, kterou zde mluví 88,7 % obyvatel.
Sottunga zahrnuje mnoho ostrovů, z nichž pouze tři, Huso, Finno a Storsottunga (obvykle nazvána Sottunga), jsou obydleny. Existuje pět vesnic v obci: Finnö, Husö, Hästö, Mosshaga a Sottunga. Nejvyšším bodem Sottungy je Kasberget (25 m).

## Historie
Obec měla své první stálé obyvatele někdy v 11. století, ačkoli existují důkazy, že ostrov byl obydlen už dlouho předtím.[zdroj⁠?!] V 17. století byly na ostrově desítky domácností a asi 70 obyvatel.
Sottunga trpěla v průběhu mnoha válek, nejprve během severní války (1714-22), když všichni obyvatelé z Aland uprchli do Švédska a poté během finské války (1808-09), kdy byly všechny budovy na ostrově vypáleny, aby obec nepadla do rukou nepřítele. V roce 1800, před finskou válkou, ostrov osobně navštívil švédský král Gustav IV. Adolf. Později, během zimní války (1939-40), byl ostrov bombardován Sovětským svazem. Bomby potopily nákladní loď SS Notung v roce 1940 severovýchodně od Sottungy.
Populace Sottungy dosáhla svého vrcholu v roce 1920 s asi 400 obyvateli, v průběhu 20. století postupně klesala.

## Památky
Kostel byl původně postaven v roce 1661. Moderní kostel byl na jeho místě postaven v roce 1728 poté, co oheň zničil ten původní. Je to nejmenší dřevěný kostel ve Finsku. Jeho věž s hodinami byla postavena v roce 1770 a budova byla renovována v roce 1802. Obraz na oltáři zhotovil P. Berggren ve Stockholmu v roce 1845.
Předtím, než byl kostel postaven, měla Sottunga kapli, která byla postavena v roce 1544 a která stála asi jeden kilometr od současného kostela.
Na ostrově Södö existují stará důlní díla, z 19. století. Mezi lety 1839-1847, kdy byly v provozu doly, bylo vytěženo pouze 1700 tun železné rudy.

## Ekonomika
Sottunga nemá mnoho obyvatel, a tak ostrov má pouze jednu banku, poštu, základní školu a zdravotní středisko. Oseto je 1,54 km² plochy. Komerční rybolov už není praktikován. V hospodářství ostrova dominují mléčné výrobky a pěstování cukrové řepy.